# Andreas Wissemann
Andreas Wissemann (* 16. August 1961 in Tübingen) ist ein deutscher Schachspieler. Er ist Deutscher Meister im Fernschach.
Andreas Wissemann gewann die Endrunde der 29. Deutschen Fernschachmeisterschaft 1997/2000. Mit acht Punkten aus zwölf Partien wurde er Deutscher Fernschachmeister.
2003 wurde er mit der Silbernen Ehrennadel des Deutschen Fernschachbunds ausgezeichnet. Er führt den Titel Nationaler Fernschachmeister. Seine letzte Elo-Zahl im Fernschach vom vierten Quartal 2013 beträgt 2476.
Im Turnierschach spielt Wissemann für Vorwärts Orient Mainz in der 2. Rheinland-Pfalz-Liga. Seine höchste Elo-Zahl im Nahschach betrug 2088 von Januar 2002 bis Juni 2009 (Stand: November 2013), seine DWZ liegt bei 1883 (Stand: 16. November 2013).